# دوروثي لوفيت
دوروثي لوفيت (بالإنجليزية: Dorothy Lovett)‏ هي ممثلة أمريكية، ولدت في 16 فبراير 1915 في بروفيدنس في الولايات المتحدة، وتوفيت في 28 أبريل 1998 في شيرمان أوكس في الولايات المتحدة.

## وصلات خارجية
- دوروثي لوفيت على موقع IMDb (الإنجليزية)
- دوروثي لوفيت على موقع أول موفي (الإنجليزية)
- دوروثي لوفيت على موقع قاعدة بيانات الأفلام السويدية (السويدية)
- دوروثي لوفيت على موقع قاعدة بيانات الفيلم (الإنجليزية)
- دوروثي لوفيت على موقع كينوبويسك (الروسية)